# Белогубово (Тверская область)
Белогубово (Белогубова)  — деревня в Андреапольском районе Тверской области. Входит в Хотилицкое сельское поселение.

## География
Расположена примерно в 9 верстах к западу от села Хотилицы.

## История
В конце XIX - начале XX века деревня в Торопецком уезде Псковской губернии.